# Ramphotrigon
Ramphotrigon là một chi chim trong họ Tyrannidae.